# Arif Melikov
Arif Melikov (en azéri : Arif Cahangir oğlu Məlikov ; en russe : Ари́ф Джанги́р оглы́ Мели́ков ; né à Bakou le 13 septembre 1933 et mort dans la même ville le 9 mai 2019) est un compositeur soviétique puis azerbaïdjanais.

## Biographie
En 1958, Arif Melikov est diplômé du Conservatoire de Bakou en composition. Il gagne la renommée en 1961, lors de la création de sa première grande composition, Légende d'amour, au Kirov (appelé aujourd'hui « le Théâtre Mariinsky », à Saint-Pétersbourg). Ayant été un succès à l'échelle de l'URSS, le ballet est mis en scène dans plusieurs pays d'Europe et est considéré comme l'une des plus belles œuvres de l'ex-Union Soviétique.
Melikov compose ensuite deux ballets, Deux personnes sur terre (az) (1969) et Poème de deux cœurs (1981), cinq symphonies et huit poèmes symphoniques. Restent également des partitions pour un grand nombre de films et de la musique de scène pour des pièces de théâtre ; il est familier avec pratiquement tous les genres de composition.
Arif Melikov est honoré par la plus prestigieuse distinction qu'un artiste pouvait obtenir au sein de l'ex-Union Soviétique : le titre d'Artiste du peuple de l'URSS. Il est également honoré avec son nom donné à une salle de concert de l'université de Bilkent en Turquie. Il est docteur honoris causa de l'université Khazar (2012) de Bakou.
Après l'indépendance de l'Azerbaïdjan (fin 1991), Arif Melikov s'installa à Bakou où il a enseigné la musique au Conservatoire d'État de l'Azerbaïdjan.
Il est un des membres fondateurs de l'Académie d'Eurasie.

## Discographie
- Symphonie no 2 dédiée à Chostakovitch - Orchestre symphonique d'État du ministère de la culture d'URSS, dir. Guennadi Rojdestvenski (6 décembre 1984, Russian Revelation RV 10107) (OCLC 40901251) — couplé avec la symphonie no 2 de Boris Parsadanian.

## Publication
- (en) Arif Melikov avec Aida Huseinova, « Arif Malikov, Compositeur: la Musique Symphonique Construit Sur la Légende et de l'Imagination », dans Azerbaïdjan International, vol. 13:1 (printemps 2005), p. 32–35.